# نسروخ
نسروخ (به آرامی: ܢܝܼܫܪܵܟ݂ ؛ یونانی: Νεσεραχ ؛ لاتین: Nesroch ؛ عبری: נִסְרֹךְ) از الهه های آشوری است که در هویت وی، تردیدهای بسیاری بیان شده‌است. از این الهه به عنوان خدای کشاورزی یا خدای آتش یاد شده است و برخی وی را یک دیو و اهریمن گزارش کرده‌اند.

## شرح
نسروخ نام خدای آشوری است که در کتب مقدس عبری از وی گزارش شده‌است. از وی در منابع بین النهرین به عنوان خدای کشاورزی یاد شده‌است. با این وجود برخی با استناد به نگارش‌های کتب مقدس، این الهه را خدای آتش آشوری دانسته‌اند.
در متن تلمود آمده است نسروخ از کلمه عبری neser گرفته شده‌است. این واژه اشاره به ماجرای یهودا است که تخته چوبی را کشف کرده‌است. برخی این تخته چوب را بخشی از کشتی نوح می‌دانند. بعدها این تخته چوب به عنوان یک بت مورد پرستش قرار گرفت. در قرن شانزدهم، نسروخ را به عنوان یک اهریمن شناخته می‌شد. یوهان وییر، اهریمن شناس معروف هلندی، نسروخ را به عنوان یکی از موجودات جهنمی می‌داند که از جنس شیاطین است. این موجود اخمو، زره‌پوش توصیف شده است.
در دهه ۱۸۴۰ میلادی، آستن هنری لایارد، باستان شناس انگلیسی، تعدادی از تکه سنگ‌های دارای نگاره این موجود افسانه‌ای را یافت. وی تصاویر این سنگ نگاره ها را با نام موجود افسانه ای نسروخ معرفی کرد. به همین جهت در ادبیات عامه از قرن نوزدهم، عکس این موجود در تخته‌سنگ‌های اکتشافی به اسم نسروخ معرفی می‌شد.

## هویت
هویت این موجود محل مناقشه بوده‌است. به‌طور کلی، منابع تخصصی در این زمینه، یک دیدگاه مشخص را نشان نمی‌دهند. غالباً فرض بر این قرار گرفته است که نسروخ، یکی از خدایان اصلی شناخته شده در بین النهرین بوده‌است، اما احتمالات درباره اینکه این موجود همان مردوک، انلیل، نوسکو و حتی آشور باشد، گمانه زنی شده است. کریستف اولینگر، معتقد است که نسروخ، یک طراحی گرافیکی و تخیلی از شخصیت نمرود است که به عنوان یک الهه نقاشی شده است.